# Dècada del 1550

## Esdeveniments
- Continua el Concili de Trento
- Europa arriba als 65 milions d'habitants
- Comença a escriure's el Romancero general, recollint obres de la literatura oral espanyola

## Personatges destacats
- Bartolomé de las Casas
- Pedro de Valdivia
- Solimà I el Magnífic
- Ivan IV de Rússia
- Nostradamus
- Carles V del Sacre Imperi Romanogermànic
- Pierre de Ronsard